# Eugen Lasch
Eugen Lasch (* 12. September 1870 in Altdöbern; † 22. Mai 1911 in Pyritz) war ein deutscher Musiker, Musikpädagoge und Komponist.

## Leben
Eugen Lasch stammte aus einer gutbürgerlichen Familie. Nach der Schule besuchte er das private Lehrerseminar in Altdöbern und wurde als Lehrer und Organist in der Kreisstadt Luckau angestellt. 1895/96 studierte er zwei Semester lang evangelische Kirchenmusik am Königlichen Institut für Kirchenmusik in Berlin. Anschließend kehrte er als Lehrer und Organist der Nikolaikirche nach Luckau zurück, wo er Orgel- und Chorkonzerte veranstaltete und erste eigene Kompositionen aufführte. 1901 ging er als Seminar-Musiklehrer an das pommersche Lehrerseminar in Franzburg. 1904 zog er ins pommersche Pyritz, das heute polnische Pyrzyce, wo er als Seminar-Musiklehrer, Organist der Mauritiuskirche und städtischer Musikdirektor wirkte. Er engagierte sich für das Musik- und Konzertleben der Stadt; als Konzertpianist und Liedbegleiter trat er in Stargard in Pommern und Stettin auf. Regelmäßig besuchte er Konzerte in Berlin und veröffentlichte Rezensionen. 1906 wurde er zum Leiter des Stargarder Musikvereins berufen, einer Chorvereinigung, die zusammen mit der örtlichen Militärkapelle sogar große Oratorien aufführte. Lasch starb 1911 unerwartet im Alter von 40 Jahren.
Schon vor der Jahrhundertwende erschienen erste Kompositionen Laschs im Druck. Sein umfangreichstes Werk ist das weltliche Oratorium Das Lied von der Tanne op. 11 auf einen Text von Ludwig Hamann, Schriftleiter der Stargarder Zeitung. Es wurde in der Vorweihnachtszeit 1908 in Pyritz und Stargard erstaufgeführt und erlebte in den folgenden Jahren verschiedenen Wiederholungen. Der Kollege und Studienfreund Hermann Bendix führte das Oratorium im Frühsommer 1911 in Ribnitz auf, beschrieb und lobte es in einem Aufsatz und bezeichnete Lasch als einen Frühvollendeten.

## Werk

### Kompositionen
- Mazurka für Klavier op. 3 (Erstdruck Frankfurt (Oder), 1898; Neuausgabe 2016)
- Zwei Lieder für Singstimme und Klavier op. 5 nach Gedichten von Ludwig Hamann und Otto Roquette (Erstdruck Breslau, 1910/11; Neuausgabe 2016)

Schlummerliedchen („Wenn mein Kind nicht schlafen will“; Hamann)
Über Tag und Nacht („In der Früh', in der Früh', wenn die Sonn erwacht“; Roquette)
- Zwei Geistliche Lieder für Singstimme und Orgel op. 7 nach Gedichten von Hoffmann von Fallersleben (Erstdruck Hameln, o. J.; Neuausgabe 2016)

Tröste dich („Tröste dich in deinem Leid“)
Lass uns dulden („Lass uns dulden gottergeben“)
- Der betrübte Landsknecht („Das Land durchströmt der Regen“) für Männerchor op. 9 nach einem Gedicht von Emil von Schoenaich-Carolath (Erstdruck Zürich, 1910)
- Zwei Motetten für gemischten Chor op. 10 (Erstdruck Hameln, o. J.)

Fürchtet euch nicht! (Weihnachten)
Komm, heiliger Geist, entzünd' in uns (Pfingsten)
- Das Lied von der Tanne für Solostimmen, Chor und Orchester op. 11 (Text von Ludwig Hamann) (Erstdruck Breslau, um 1908)
- Heil Schlesien! („Viele Lieder hell erklingen“), Schlesierlied op. 12 (Text von Paul Habel)

(Informationen zu weiteren Werken fehlen.)